# Cottagecore
Cottagecore (англ. Cottage + core, буквально, «зосередження на котеджі», також іноді котеджкор) — це естетика та субкультура, що ідеалізує сільське життя. Основою естетики є бажання повернутися до повільного простого життя та гармонійних стосунків із природою. Атрибутами cottagecore є садівництво, кулінарія, збиральництво, використання натуральних матеріалів, а також речі, зроблені своїми руками. Вперше згадка про цю естетику з‘явилася в соціальній мережі Tumblr 2014 року.

## Історія

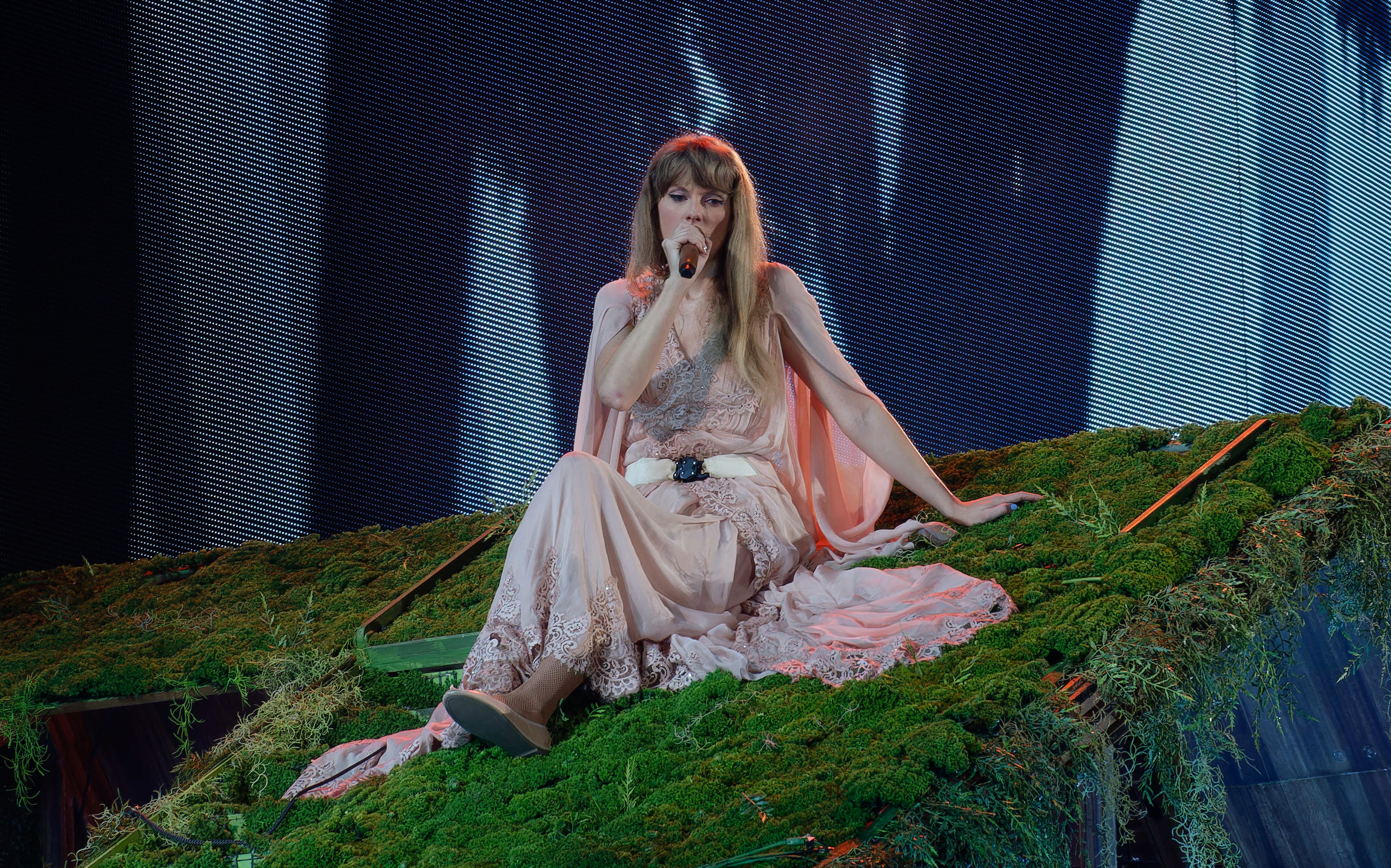
Тейлор Свіфт

Естетика Cottagecore розвивалася впродовж всіх 2010-х років, але сам термін з‘явився 2014 року в Tumblr. Рух набув великої популярності 2020 року через карантин, пов'язаний з пандемією COVID-19. На початку весни 2020 року значно зросло використання хештегу «cottagecore» у соціальних мережах, зокрема на Pinterest. У TikTok стали популярними відео, на яких люди діляться життям у сільській місцевості, прогулянками в лісі чи випіканням хліба. Ця тенденція допомагала багатьом пережити карантин як романтичний, а не жахливий.
Однією з популяризаторок естетики котеджкор є американська співачка і авторка пісень Тейлор Свіфт. У липні 2020 року вона випустила свій восьмий студійний альбом Folklore, який містить пісні, написані під час карантину. Часткове використання котеджкору в візуальному оформленні та текстах альбому приписують підвищенню популярності естетики.
2023 року перегляди відповідного хештегу в мережі загалом сягнули позначки в 5 мільярдів.
Вважається субкультурою міленіалів та покоління-Z.

## Культурний підтекст
Прикладів ідеалізації життя людини з природою безліч в історії та культурі, починаючи з символу ідилічної давньогрецької Аркадії та пасторальної поезії Теокріта і Вергілія. У часи Ренесансу найвідомішим прихильником ідеї життя в гармонії з природою був італійський поет Петрарка. Також до пасторального жанру звертались Шекспір та Крістофер Марлоу.

У XVIII столітті пасторальні ідеї набули найбільшого втілення в особі Марії Антуанетти, яка побудувала власне селище Амо де ля Рен, де вона вдавала себе за звичайну пастушку. Королева надихалася теорією про необхідність повернення до «незайманої природи» французького філософа-гуманіста Жан-Жака Руссо. 

Постер до фільму «Маленькі жінки (2019)»

1854 року Генрі Девід Торо опублікував книгу «Волден, або Життя в лісах» — відповідь на швидку індустріалізацію, яка стрімко розвивалась у XIX сторіччі. У 1860-х роках мистецький рух прерафаелітів прославився романтизацією природи та рішучою опозицією до індустріального духу часу. Арт-нуво та Рух мистецтв і ремесел у 1880-х роках вважали, що тільки рукотворне виробництво зберігає творчість і насолоду від самої праці — напротивагу тому, що машини все частіше продовжували замінювати людину. Яскравими представниками цих ідей стали Вільям Морріс, Джон Раскін та інші. В музиці XIX століття пасторальні ідеї втілив композитор Клод Дебюсі у своєму оркестровому творі «Після-полуденний відпочинок фавна».
Значний вплив на сучасний рух котеджкор має контркультура 1960-х років. Часто котеджкор безпосередньо посилається на естетику екологічно свідомих архітектурних проектів та ідейних громад тієї епохи, а також втілює радикальний і практичний дух публікацій, таких як Whole Earth Catalog. Крім того, високо цінується вінтаж 1960—1970-х років та візуальна стилістика епохи.
Важливими творами для сучасного руху котеджкор є:
- «Служба доставки Кікі, юної відьми» та «Мандрівний замок» режисера Хаяо Міядзакі[20].
- «Енн із Зелених дахів» Люсі Мод Монтгомері[3][21].
- «Маленькі жінки» Луїзи Мей Олкотт[3].
- «Таємний сад» Френсіс Годґсон Бернет[22][3]

Естетика котеджкор перекликається з японською субкультурою Морі та є спорідненою з grandmacore, farmcore, goblincore і faeriecore.

## Особливості

### Зовнішні атрибути
Основою гардеробу в естетиці котеджкор є речі з натуральних тканин, таких як бавовна, льон і вовна. Одяг може бути однотонним або у квітковий принт. Високо цінуються речі, створені власноруч: в'язані светри, прикраси з намистин, аксесуари в техніці кроше. Найпопулярніший одяг в естетиці котеджкор — це довгі і багатошарові сукні, брюки та спідниці з легких матеріалів, романтичні блузи, сумки-кошики та солом'яні капелюшки.
Невід'ємною частиною цієї естетики є старовинні жіночні силуети та деталі — характерні горловини, фартухи, пишні рукави, нижні спідниці та сукні міді у стилі прерій. Це поєднується з сукнями в стилі 1960-1970-х, мереживом та джинсовими фермерськими комбінезонами і доповнює тенденцію повільної моди.
Культовою для цієї естетики вважається «полунична сукня» для чаювання від Lirika Matoshi.

### Інші аспекти

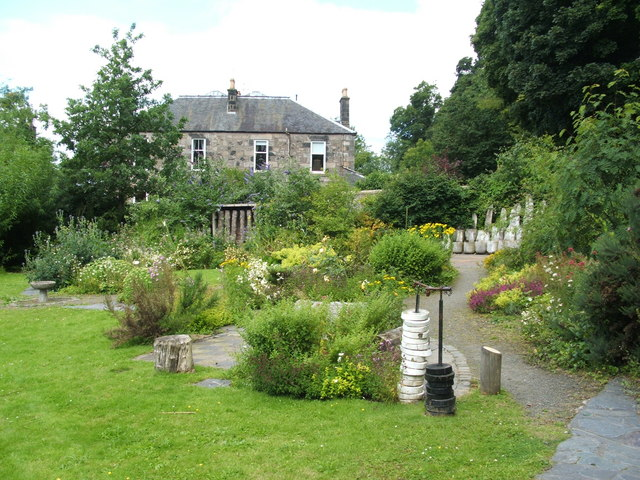

Головні особливості котеджкору — усе, що пов‘язане з життям подалі від метушні: тваринами, садом, домашньою випічкою, збиранням трав та грибів. Садівництво в коттеджному стилі має бути екологічно чистим. Попри це естетика не вимагає життя у сільській місцевості.
Естетичний аспект заохочує піклуватися про себе фізично і морально. Послідовники котеджного стилю часто купують вживані або вінтажні меблі. Вони можуть захоплюватись в'язанням, макраме, малюванням і читанням.

## Критика
Критики зауважують нереалістичне відтворення сільського життя та разючу невідповідність між ідилічними зображеннями заміських садиб та реаліями фермерського життя з брудом та тяжкою працею. Авторка Клер Олівіан з австралійської студентської газети «Honi Soit» та за сумісництвом прихильниця котеджкору вказує: «Фантазія втечі до ідилічного життя на фермі має своє коріння в культурній різниці міського та сільського». Тут поняття урбаністичного демонізується на тлі ідеального провінційного життя.
Окрім того, критики зауважують, що субкультура романтизує теми колоніалізму та звеличення ролі жінки як домогосподарки. У відповідь на критику послідовники котеджкору вказують на існування окремої гілки естетики під назвою «cottagecore lesbian». Субкультура пропонує ведення домашнього господарства без включення цієї діяльності до традиційних бінарних меж. Прихильники котеджкору вбачають у ньому чудову основу для згуртування довкола екологічних проблем.